# Костарчук-Решетнюк Раїса Іванівна
Раїса Іванівна Костарчук-Решетнюк (також Решетнюк-Костарчук, народилася 24 квітня 1948 — померла 3 травня 2014) — українська актриса, декламатор художніх творів і громадська діячка, Заслужена артистка України.

## Життєпис
Раїса Іванівна родом з Кіровоградської області, де навчалася у школі і закінчивши її, поїхала до Києва, до театрального інституту ім. І. Карпенка-Карого і, не поступила. Навчалася в культурно-освітньому училищі, і вже пізніше вступила на заочне відділення театрального факультету інституту ім. І. Карпенка-Карого і з відзнакою його закінчила. Також навчалася у дворічній студії при академічному театрі ім. Івана Франка. Сценічну мову викладала народна артистка України Поліна Нятко.
Читала зі сцени вірші Тараса Шевченка, зокрема, містерію «Великий льох», Василя Стуса, Олени Теліги, Василя Симоненка, прозу Михайла Коцюбинського і «Кларнети ніжності» за повістю Павла Загребельного про молодого Тичину, мала програми «Крути, Крути», «Україна соборна моя!».

## Творчість
Артистка Чернігівського обласного філармонійного центру фестивалів та концертних програм, мала програми «Крути, Крути», «Україна соборна моя» та інші.
Довгий час працювала у складі Чернігівського академічного народного хору.
Похована поруч із чоловіком на кладовищі Яцево в Чернігові.

## Громадська діяльність
Була засновницею і незмінним головою Чернігівського відділення Союзу українок (в 1989), що проводить активну просвітницьку роботу й відроджує українські народні традиції. Член Конгресу українських націоналістів.
Була однією з перших серед тих, хто в 1989 створював на Чернігівщині Товариство української мови ім. Т. Шевченка (нині ВУТ “Просвіта”), Товариства Б. Лепкого, Г. Ващенка і КУНУ.
З початку 1990-х на громадських засадах почала відроджувати в Чернігові народні свята, звичаї та обряди: Різдвяний Вертеп, Івана Купала в міському парку культури та відпочинку, Великодні забави біля П’ятницької церкви, день Святого Миколая, день Матері.
Вона заснувала першу в Чернігові добровільну організацію Суспільну службу України, яка опікувалася й опікується дітьми-сиротами, дітьми-інвалідами, багатодітними та малозабезпеченими родинами.
Вона — одна з тих, хто добивався надання чернігівським дітям статусу потерпілих від Чорнобильської катастрофи.
Була депутатом Чернігівської міської ради в 1994—1998.
Повернула в Україну науково-педагогічну спадщину Софії Русової і добилася її визнання.

## Сім'я
Раїса Іванівна була дружиною громадського діяча, вченого і викладача Юрія Костарчука, що був завідувачем кафедри Чернігівського державного технологічного університету, помер в квітні 2009 року. Дітей подружжя не мало.

## Відзнаки
- Заслужена артистка України (2006)[6]
- лауреат Всеукраїнського конкурсу читців[3]
- лауреат премії імені М. Коцюбинського
- лауреат премії імені Олекси Десняка[5]
- лауреат премії імені Софії Русової
- почесні відзнаки міністерств культури і мистецтв, освіти і науки, обласних і міських структур.